# Насину
Насину (енгл. Nasinu) је град на острву Вити Леву на Фиџију. Статус града је добио 1999. По подацима из 2009. имао је 88.013 становника и највеће је насеље на Фиџију, веће и од престонице Сува. 
У граду се налази Национални универзитет Фиџија (Fiji National University, FNU), камп за обуку официра армије и друге институције. 